# 張師价
張師价（1517年—？），字伯垣，四川重慶府巴縣人，民籍，明朝政治人物。

## 生平
嘉靖二十五年（1537年）丙午科四川鄉試第五十七名舉人，二十九年（1550年）中式庚戌科會試第二百十五名，三甲第二十九名進士。授浙江歸安縣知縣，三十三年（1554年）正月選授南京浙江道試監察御史。

## 家族
曾祖張清，浙江左布政使；祖父張祥叔，知縣；父張增，遇例冠帶。母羅氏。慈侍下。兄張師倫、張師伋、張師佖（知縣）、張師倜，弟張師儲。